# Storglomvatnet
Storglomvatnet er en reguleret sø i Meløy kommune i Nordland fylke i Norge. Magasinet bruges til kraftproduktion i Svartisen kraftverk i Holandsfjorden og er Norges største vandreservoir (målt i udnyttet volumen) med en kapacitet på 3.506 millioner kubikmeter.

## Eksterne kilder og henvisninger
1. ↑  "Arkiveret kopi". Arkiveret fra originalen 28. september 2007. Hentet 21. februar 2013.